# Elecciones legislativas de Guatemala de 2019
Las elecciones legislativas de Guatemala se llevaron a cabo el domingo 16 de junio de 2019. En ellas se eligieron a 160 diputados al Congreso de la República. Se eligieron a 32 diputados por Listado Nacional y 128 diputados por distrito al Congreso de la República. Se llevaron a cabo simultáneamente a las elecciones presidenciales, las elecciones municipales y a las elecciones al parlamento centroamericano. Las nuevas reformas a la Ley Electoral indicaban que todo partido político que no postule candidatos a la Presidencia o candidatos a diputados en más de la mitad de los distritos electorales, sería cancelado, salvo que gane un escaño en el Congreso.

## Candidaturas por Listado Nacional
| Partidos Políticos | Partidos Políticos                           | Primera Casilla en Listado Nacional |
| ------------------ | -------------------------------------------- | ----------------------------------- |
|                    | Unidad Nacional de la Esperanza              | Orlando Joaquín Blanco Lapola       |
|                    | Vamos por una Guatemala Diferente            | Juan Francisco Mérida Contreras     |
|                    | Unión del Cambio Nacional                    | Julio Francisco Lainfiesta Rimola   |
|                    | Valor                                        | Luis Alfonso Rosales Marroquín      |
|                    | Frente de Convergencia Nacional              | Javier Alfonso Hernández Franco     |
|                    | Bienestar Nacional                           | Evelyn Oddeth Morataya Marroquín    |
|                    | Visión con Valores                           | Armando Damián Castillo Alvarado    |
|                    | Partido Todos                                | Felipe Alejos Lorenzana             |
|                    | Movimiento Semilla                           | Lucrecia María Hernández Mack       |
|                    | Partido Humanista de Guatemala               | Rudio Lécsan Mérida Herrera         |
|                    | Compromiso, Renovación y Orden               | Adela de Torrebiarte                |
|                    | WINAQ                                        | Sonia Marina Gutiérrez Raguay       |
|                    | Partido Victoria                             | Juan Carlos Rivera Estévez          |
|                    | Unidad Revolucionaria Nacional Guatemalteca  | Osmundo René Ponce Serrano          |
|                    | Partido Unionista                            | Álvaro Enrique Arzú Escobar         |
|                    | Prosperidad Ciudadana                        | Jorge Adolfo de Jesús García Silva  |
|                    | Partido de Avanzada Nacional                 | Manuel Eduardo Conde Orellana       |
|                    | Movimiento para la Liberación de los Pueblos | Vicenta Jeronimo Jimenez            |
|                    | Podemos                                      | Ronald Ramiro Sierra López          |
|                    | Encuentro por Guatemala                      | Nineth Varenca Montenegro Cottom    |
|                    | Fuerza                                       | José Israel Pérez Quezada           |
|                    | Convergencia                                 | Pablo Monsanto                      |
|                    | Movimiento Libre                             | Carlos René Maldonado Alonzo        |
|                    | Avanza                                       | Mario Antonio Guerra León           |
|                    | Partido Productividad y Trabajo              | Jorge Arturo Jiménez Díaz           |
|                    | Unidos                                       | Alex Oswaldo Franco Figueroa        |

## Resultados
|  | 17.93 % |

|  | 17.3 % |

|  | 7.96 % |

|  | 7.85 % |

|  | 5.46 % |

|  | 5.77 % |

|  | 5.24 % |

|  | 5.11 % |

|  | 4.40 % |

|  | 4.5 % |

|  | 2.93 % |

|  | 2.58 % |

## Diputados electos
| Departamento     |   |   |   |   |   | BIEN |   |   |   |   |   |   |   |   |   |   |   |   |   |  |
| ---------------- | - | - | - | - | - | ---- | - | - | - | - | - | - | - | - | - | - | - | - | - |  |
| Listado Nac.     | 7 | 3 | 2 | 1 | 2 | 2    | 1 | 2 | 2 | 1 | 2 | 1 | 1 | 1 | 1 | 1 | 1 |   | 1 |  |
| Distrito Central |   | 1 |   | 1 |   |      |   | 3 | 1 | 2 | 1 | 1 |   | 1 |   |   |   |   |   |  |
| Alta Verapaz     | 3 |   |   | 2 | 2 |      |   |   |   |   |   |   | 2 |   |   |   |   |   |   |  |
| Baja Verapaz     | 1 |   |   |   |   |      | 1 |   |   |   |   |   |   |   |   |   |   |   |   |  |
| Chiquimula       | 2 |   |   |   |   |      | 1 |   |   |   |   |   |   |   |   |   |   |   |   |  |
| Chimaltenango    | 2 | 2 |   |   |   |      |   |   |   |   |   |   |   |   |   |   |   | 1 |   |  |
| El Progreso      | 2 |   |   |   |   |      |   |   |   |   |   |   |   |   |   |   |   |   |   |  |
| Escuintla        | 3 | 1 |   |   |   | 1    |   |   |   |   |   |   |   |   | 1 |   |   |   |   |  |
| Guatemala        | 2 | 2 |   | 2 |   | 1    | 1 | 2 | 2 | 2 | 1 | 1 | 1 | 1 |   |   | 1 |   |   |  |
| Huehuetenango    | 4 |   | 3 |   | 1 |      | 1 |   |   |   |   |   |   |   |   | 1 |   |   |   |  |
| Izabal           | 2 |   |   |   |   | 1    |   |   |   |   |   |   |   |   |   |   |   |   |   |  |
| Jalapa           | 2 |   | 1 |   |   |      |   |   |   |   |   |   |   |   |   |   |   |   |   |  |
| Petén            | 2 |   |   |   | 1 | 1    |   |   |   |   |   |   |   |   |   |   |   |   |   |  |
| Quetzaltenango   | 1 | 2 |   | 1 |   |      |   |   | 1 |   | 1 | 1 |   |   |   |   |   |   |   |  |
| Quiché           | 4 | 2 |   |   |   |      |   |   | 1 |   |   |   |   |   | 1 |   |   |   |   |  |
| Retalhuleu       | 1 |   |   | 2 |   |      |   |   |   |   |   |   |   |   |   |   |   |   |   |  |
| Sacatepéquez     | 1 | 1 |   |   |   |      | 1 |   |   |   |   |   |   |   |   |   |   |   |   |  |
| San Marcos       | 3 | 1 | 1 |   | 1 | 1    |   |   |   | 1 | 1 |   |   |   |   |   |   |   |   |  |
| Santa Rosa       | 2 |   | 1 |   |   |      |   |   |   |   |   |   |   |   |   |   |   |   |   |  |
| Sololá           | 1 | 1 |   |   |   |      |   |   |   |   |   |   |   |   |   | 1 |   |   |   |  |
| Suchitepéquez    | 3 |   | 2 |   |   |      |   |   |   |   |   |   |   |   |   |   |   |   |   |  |
| Totonicapán      | 1 | 1 |   |   |   | 1    | 1 |   |   |   |   |   |   |   |   |   |   |   |   |  |
| Zacapa           | 1 |   | 1 |   |   |      |   |   |   |   |   |   |   |   |   |   |   |   |   |  |